# Horst Geipel
Horst Geipel (* 8. November 1923 in Berlin; † 24. Dezember 1997) war ein deutscher Politiker (CDU). Von 1974 bis 1982 gehörte er als Abgeordneter dem Hessischen Landtag an.

## Leben
Horst Geipel studierte nach dem Abschluss des Realgymnasiums auf Lehramt und war Lehrer für Englisch und politische Bildung sowie Schulleiter. Am 26. September 1941 beantragte er die Aufnahme in die NSDAP und wurde rückwirkend zum 1. September desselben Jahres aufgenommen (Mitgliedsnummer 8.706.938). Als Angehöriger der 10. SS-Panzer-Division „Frundsberg“ erreichte er den Offiziersrang SS-Untersturmführer und nahm als Angehöriger des SS-Grenadier-Ersatz-Bataillons „Ost“ (Shitomir) vom 15. März bis 17. Juni 1943 an der „Partisanenbekämpfung“ im Pripjetsumpf teil.
Nach Kriegsende wurde Geipel Mitglied der CDU und war in verschiedenen Vorstandsämtern aktiv. Unter anderem war er 1969 bis 1982 Kreisvorsitzender der CDU im Landkreis Friedberg bzw. Wetteraukreis und 1970 bis 1971 Mitglied des Landesvorstandes. Horst Geipel war Stadtverordneter in Friedberg und Mitglied des Kreistags, wo er von 1977 bis 1985 die CDU-Fraktion führte.
Vom 1. Dezember 1974 bis zum 30. November 1982 war er Mitglied des Hessischen Landtags. 1979 war Geipel Mitglied der 7. Bundesversammlung.
1983 wurde er mit dem Verdienstkreuz 1. Klasse der Bundesrepublik Deutschland ausgezeichnet.